# Kasper Støvring
Kasper Støvring (født 1973 i Viborg) er en dansk forfatter, foredragsholder og debattør. Han gik på Langkær Gymnasium i Tilst, hvor han blev student i 1993. Støvring er uddannet i litteraturvidenskab på Københavns Universitet, og tog herefter en ph.d. på Institut for Kunst- og Kulturvidenskab samme sted.
Støvring har udgivet flere bøger om kultur, litteratur og international politik. Han har især specialiseret sig i sammenhængskraft og trivsel. Han er samtidig debattør og skriver i flere af landets aviser. Han har desuden været post.doc. og ekstern lektor på Syddansk Universitet siden 2009. Derudover har han været gymnasielærer og bibliotekar.
Han var formand for tænketanken Unitos, som han dannede i 2018 sammen med Mikkel Andersson og Halime Oguz fra SF.

### Artikler
- Kasper Støvring (18. december 2009), "Træk af den kulturkonservative tænkning. Med stadigt hensyn til Villy Sørensens essayistik.", Aktualitet - Litteratur, Kultur Og Medier, 3, Wikidata  Q106472541
- Kasper Støvring (2013), "På kulturens grund - Et relativistisk korrektiv til oplysningens universalisme", Slagmark (68): 135-154, doi:10.7146/SL.V0I68.104292, Wikidata  Q114397768